# Teleki család
A széki gróf Teleki család Erdély és Magyarország egyik legjelentősebb arisztokrata családja. A família 1697 óta viseli a római szent birodalmi grófi rangot. A család tagjai néha gyászjelentésekben és hivatalos okmányokban a teljes „Római Szent Birodalmi Gróf Széki Teleki Család” név alatt is szerepelnek.

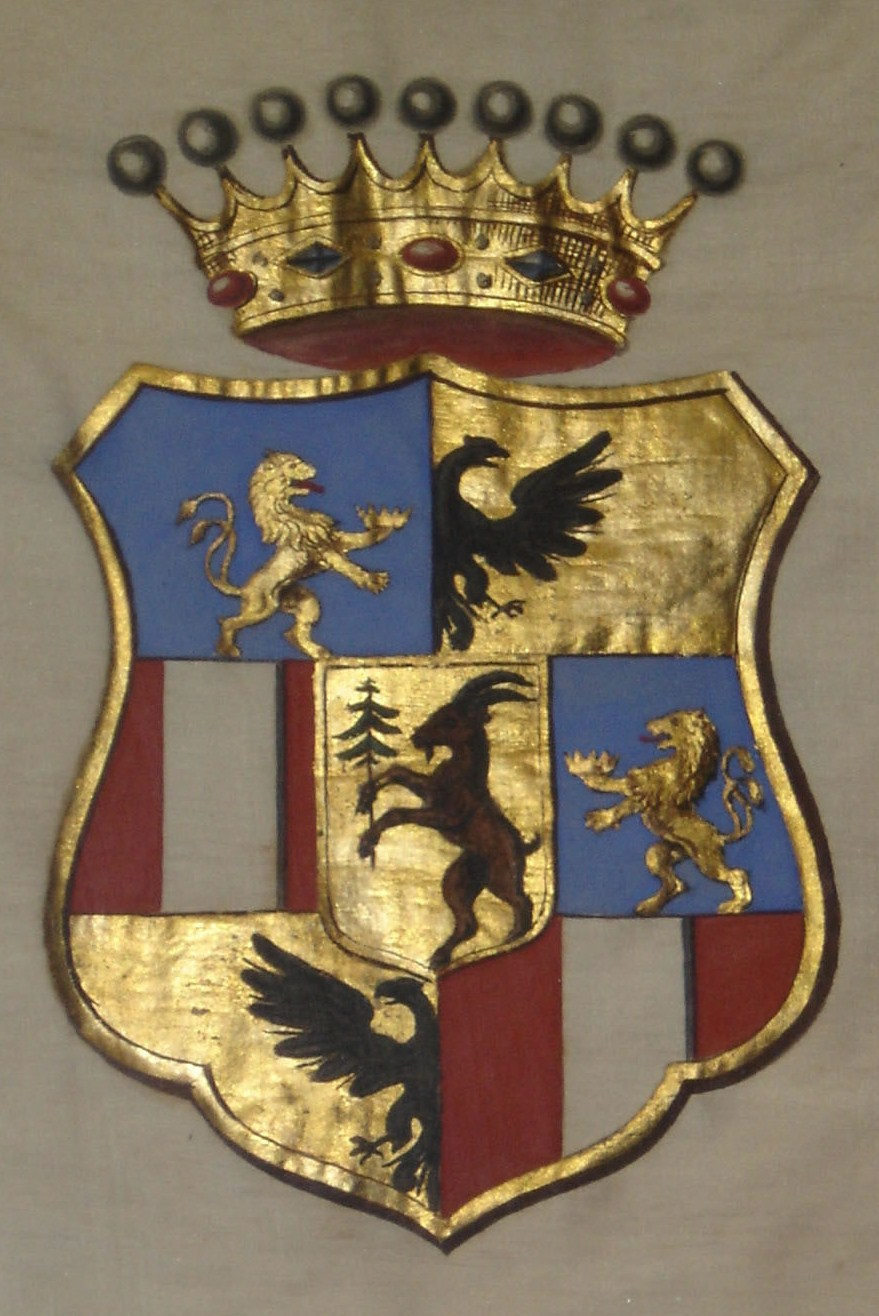

## A család
A Teleki család őseinek neve Garázda volt. E névben természetesen nem a mai magyar "garázda" szó jelentését kell keresnünk: a boszniai Drina partján ma is meglévő Goražde város viseli ezt a nevet, innen származik a Garázda nemzetség. A Garázdákat Zsigmond király idejétől említik a feljegyzések, akitől címeres levelet is nyertek az 1400-as évek legelején. A Garázdák oldalági leszármazottai közül a Szilágyiak a legismertebbek. Közülük is – Szilágyi Erzsébet, aki Mátyás király édesanyja volt, de e nemzetség adta a nemzetnek Janus Pannonius költőt, humanistát is. A Garázda nemzetség több ágra szakadt, és a birtokok helye alapján széki, zágorhidi, teleki, és más előneveket viselt. Telek békésmegyei falu birtokára 1408-ban tett szert a Garázda-nemzetség, a békési Csarnai Mihály egyik leszármazottjának, Antalnak a személyében, Zágorhidára, Székre pedig – 1414-ben. A XVI. sz. folyamán e nemzetség oldalágai már ezekről a falukról nevezték magukat. A nemzedékek során szerteágazott, és a fiúágak kihalása miatt addigra szétvált családi oldalágak újraegyesülésének tekinthető az, amikor a széki birtokosi ág utolsó férfi tagja, a széki Garázda János egyszülött leányát, Annát az immár Telekinek nevezett Mihályhoz adta feleségül. Leszármazottaik a Garázda nevet elhagyták, s ettől kezdve a széki Teleki nevet használták. Az 1500-as évek végén, 1600-as évek elején járunk. A fent nevezett Teleki Mihály Báthory Zsigmond, majd Bocskai István erdélyi fejedelmeknek a testőrkapitánya volt. Fiatalabb fiának, Jánosnak, aki vármegyei főispáni tisztséget is viselt, az erdélyi nemesi családból származó Bornemissza Anna lett a felesége. Teleki János négy gyermeke közül ismét egy Mihály nevű fiú az, akit „valamennyi Teleki törzs-atyjaként” említenek egyes, a mából visszatekintő források.

### A család korai története
1600-ban széki Garázda János családja utolsó férfi tagja, Báthori András bíbornok és erdélyi fejedelem belényesi tisztje meghalt. Korábban, a Gyergyó ostromakor szerzett érdemeiért 1596-ban a fejedelemtől szerezte többek közt azt a „Szék” (Zek) egész birtokot, amelyet használt a továbbiakban nemesi előnevéként.
1602-ben özvegye, Fehér Judit már csanádi Szél István felesége volt. Az elhunyt Garázda János és Fehér Judit házasságából született egyetlenegy leánya és örököse, széki Garázda Anna volt, aki a köznemesi származású Teleki Mihályhoz, borosjenei birtokoshoz ment férjhez. Teleki Mihály Bocskai István fejedelem testőrkapitánya volt, majd 1608-ban Báthory Gábor erdélyi fejedelem familiárisa lett. A házasságkötéskor az történt, hogy Teleki Mihályné Garázda Anna kérelmére a fejedelem felhívta csanádi Szél Istvánt, hogy a Garázda Anna ingatlanára vonatkozó okleveleket ez utóbbinak adja ki, ami meg is történt. Egy 1612-ben kelt oklevél szerint Teleki Mihály végleg a biharvármegyei Széken telepedett le és állandóan ott lakott; 1613-ban már nem élt, és a „széki” nemesi előnévvel említette a fejedelem az elhunytat. A széki Teleki Mihály és Garázda Anna házasságából két fiúgyermek született: borosjenei Teleki István és borosjenei Teleki János, akiknek özvegy édesanyjuk, férje halála után körülbelül egy évvel férjhez ment Kassay Mártonhoz. 1614. október 22-én, Bethlen Gábor fejedelem egy Déván kelt oklevelében a biharmegyei Széket, melyet Garázda Anna elődei bírtak, az ott lévő kastéllyal és nemesi kúriával együtt a második férjnek, Kassay Mártonnak adta. November 13-án, azonban, a fejedelem ismét odaadományozta a biharvármegyei Széket Garázda Annának, és fiainak Teleki Istvánnak és Jánosnak.
1634-ben Teleki János Széken lakott, és egy 1646. július 17-én kelt oklevélben I. Rákóczi György fejedelem Teleki Jánost „de Szék" előnévvel említette, dacára annak, hogy gyakran az eredeti birtokuk után a „borosjenei" előnévvel is nevezte nemcsak Teleki Jánost, hanem testvérét, Teleki Istvánt is.
Borosjenei Teleki János (†1648–49) hamarosan emelkedett fel a köznemesség ismeretlenségéből; borosjenei várnagy, majd Zaránd vármegye főispánja lett. Feleségül vette berhidai és petrilini Bornemissza Annát, aki három gyermekkel ájándékozta meg. 1648-ban Teleki írta meg a végrendeletét, II. Rákóczi György fejedelem 1649. szeptember 26-án Bornemissza Annát már mint borosjenei Teleki János özvegyét említette. Teleki János és Bornemissza Anna fia volt a nagy hírnevű széki gróf Teleki Mihály (1634–1690), Erdély kancellárja, a család római szent birodalmi grófi rangjának a megszerzője, akitől a család összes leszármazottja való.
Teleki Mihály kancellár feleségül vette belenyési Weér Juditot, belényesi Weér György lányát, aki 13 gyermekkel ajándékozta meg őt. Teleki Mihály apósa, Weér György szintén hű Rákóczi párti volt; érdemei jutalmául 1657-ben borosjenei kapitány lett, ahogy maga az apja is borosjenei Teleki János, évekkel korábban. A két családot régi barátság kötötte egymáshoz. Gróf Teleki Mihály kancellár és Weér Judit egyik fia, gróf Teleki Mihály (1671–1720), Kolozs vármegye főispánja volt. Felesége, torockószentgyörgyi Thoroczkay Katalin (†1723), öt gyermekkel áldotta meg őt: fia gróf Teleki János (1697–1772) és felesége vajai Vay Anna, a család római katolikus ága alapítói voltak.

### A református ág
Tagjai közt a legkülönbözőbb rangot és címet viselők szerepelnek. Talán a legismertebb közülük az a Teleki Mihály, aki I. Apafi Mihály fejedelemsége idején volt kancellár. Nem mellékesen ő volt a család vagyonának megalapozója is.
Emellett a család tagjai között nagy számban találhatóak tudósok, írók, költők: Teleki Domokos (útirajzíró) erdélyi nyelvművelő és ásványgyűjtő a 18. század végén (Sáromberke, 1773. szeptember 5. – Marosvásárhely, 1798. szeptember 16.), akinek Honi utazásairól írt könyve Egynehány hazai utazások leírása Tót és Horváth országoknak rövid ismertetésével együtt címen, 1796-ban jelent meg, Bécsben. (Művében kitűnően mutatja be a 18. század végi Magyarországot és annak társadalmi viszonyait. A Jénai Ásványtani Társaság 1797. december 8-án tartott alakuló ülésén Johann Georg Lenz (1748–1832) jénai ásványtan professzor javaslatára őt választotta első elnökéül.); valamint azonos néven 1810–1876 között a Teleki-könyvtár kéziratainak rendezője, A székely határőrség története írója. Teleki Ferenc, költő. Teleki Mihály, aki II. Rákóczi Ferenc köréhez tartozott, és íróként is jeleskedett.
Teleki Blanka, a magyar nőnevelés úttörője, aki hat évet töltött kufsteini várfogságban. Teleki Sámuel Afrika-kutató, a Teleki-vulkán névadója, a Rudolf- és Stefánia tavak felfedezője, valamint Teleki Pál, a jeles földrajztudós, majd miniszterelnök.
Széki gróf Teleki Ferenc (Nagyvárad, 1787. február 26. – Sáromberke, 1861. december 11.), császári királyi hadnagy, császári és királyi kamarás Széki gróf Teleki Sámuel és iktári gróf Bethlen Zsuzsanna fia. 1810. január 14-én kötött házasságot losonczi báró Bánffy Erzsébettel a Kolozs vármegyei Cégen. Házasságukból öt gyerek született: gr. Teleki Erzsébet Zsuzsanna Paulina, gr. Teleki Ágnes, gr. Teleki Rozália, gr. Teleki Sámuel Ferenc, és gr. Teleki Amália.
Gróf Teleki László (1764–1821) feleségül vette széki gróf Teleki Máriát (†1800), majd halála után elvette 1801. december 3-án báró szoboszlai Mészáros Johannát (1784–1844). Első házasságából született fia gróf Teleki József (1790–1855) magyar történetíró, jogász, Erdély kormányzója, az Akadémiai Könyvtár alapítója, a Magyar Tudományos Akadémia társalapítója és első elnöke. Második feleségétől, báró Mészáros Johannától született fia ifjabb gróf Teleki László, a Kegyenc írója, reformkori politikus, a Határozati Párt vezetője. Első feleségétől, Teleki Máriától született fia gróf Teleki Sámuel (1792–1857), aki elvette báró királyfi Jeszenák Lujzát (1803–1870).
Teleki Sámuel és báró Jeszenák Lujza fia gróf Teleki Sándor (1825–1875), aki Gyömrőn hunyt el; házastársa széki gróf Teleki Jozefina (1838–1915), akitől gróf széki Teleki Tibor (1871–1942), földbirtokos, koronaőr, királyi titkos tanácsos, felsőházi tag született. Teleki Tibor és sárvár-felsővidéki gróf Széchényi Alice (1871–1945) fia, gróf széki Teleki Béla (1896–1969), földbirtokos, politikus, Zala vármegye főispánja, mezőgazdász, egyetemi tanár volt.

### A katolikus ág
A Teleki család római katolikus ága is méltó képviselőkkel rendelkezett. A koltói Teleki-kastélyt feltehetően Mária Terézia uralkodásának idején a család képviselői építették fel; 1821-ben pedig már restaurálták a barokk épületet. Gróf Teleki János (1697–1772) házastársa, vajai Vay Borbála vajai Vay Mihály (†1707) és malomvízi Kendeffy Mária lánya volt. Gróf Teleki János és vajai Vay Borbála házasságából született ifjabb gróf Teleki János, aki feleségül vette édesanyja unokatestvérénekn vajai Vay Lászlónak a lányát, vajai Vay Annát.
Az gróf Teleki László és Vay Anna frigyéből született gróf Teleki Pál (1719–1773), Doboka vármegye főispánja, akinek a neje hallerkői gróf Haller Borbála (1719–1778) volt. Teleki Pál és Haller Borbála fia, gróf Teleki Mihály (1744–1793), császári és királyi kamarás, akinek a házastársa makfalvi Dósa Ágnes (1762–1806), makfalvi Dósa Mihály és betleni gróf Bethlen Julianna lánya lett. Teleki Mihály és Dósa Ágnes házasságából, gróf Teleki Ferenc (1785–1831) költő, a Magyar Tudományos Akadémia tiszteleti tagja született. Ennek a Teleki Ferencnek az unokája, gróf Teleki Géza (1843–1913), magyar író és politikus, valóságos belső titkos tanácsos, országgyűlési képviselő és belügyminiszter volt. Teleki Géza feleségül vette Muráty Irént (1852–1941), akinek az édesapja egy jómódú pesti görög kereskedő volt. Teleki Géza és Muráty Irén fia gróf Teleki Pál (1879–1941) magyar geográfus, egyetemi tanár, politikus, miniszterelnök, tiszteletbeli főcserkész volt.
Gróf Teleki János és vajai Vay Anna másik fiúgyermeke, gróf Teleki József (1755–1809) volt, aki elvette zabolai gróf Mikes Máriát (1760–1846). Ennek a Teleki Józsefnek a fia, gróf Teleki János (1792–1860), aki jó házasságot kötött; feleségül vette a saját első unokatestvérét, azaz a nagynénjének a lányát, zabolai gróf Mikes Erzsébetet (1802–1882), zabolai gróf Mikes János (?–1815), császári és királyi kamarás, főkormányszéki tanácsos, valóságos belső titkos tanácsos, Háromszék főkirálybírája, és zabolai gróf  Mikes Róza (†1821) lányát. Teleki János és Mikes Erzsébet fia gróf széki Teleki Sándor (1821–1892) volt, Petőfi „vad grófja”, a jeles emlékiratíró, 1848-as honvédezredes, világutazó.
Teleki Sándor, a „vadgróf” kétszer nősült meg: az első felesége, lady Jane Bickersteth Harley (1836–1870), angol származású, a második francia volt. 1860-ban Párizsban elvette Mathilde Liter de Tivervalt (1836–1910), aki több gyermekkel áldotta meg őt. A második feleségétől született gyermekei közül: az egyik fia, gróf Teleki László (1863–1929) Kolozs vármegye főispánja volt; a másik fia gróf széki Teleki János (1868–1937), földbirtokos, aki Magyarországra költözött át Erdélyből családjával együtt; felesége, a Kovászna megyei származású alsócsernátoni Damokos család sarja, alsócsernátoni Damokos Gabriella (1873–1938), aki alsócsernátoni Damokos László (1837–1905) országgyűlési képviselő és domahidai Domahidy Irén (1851–1915) lánya volt. Házasságukból három fiú- és két leánygyermek született: mutnai és nagycsepcsényi Vladár Ervinné gróf Teleki Gabriella (1904–1983); széki gróf Teleki István (1896–1962); gróf Teleki Margit (1902–1962), először báró losonci Bánffy Dezsőné, majd csicsókeresztúri Torma Miklós felesége; vitéz gróf Teleki János (1893–1946), országgyűlési képviselő; és széki gróf Teleki Ferenc (1913–1944) katonatiszt, akinek Mándi Felicitás asszonytól született fia gróf Teleki János (1936–2008) ügyvéd.

### Ágak, leszármazottak
Az eddigi egyik legteljesebb nyilvánosan elérhető magyar nyelvű családfa a Pécsi Tudományegyetem 2012. október 30-án rendezett konferenciáján (Szimpózium a Teleki család történelmi szerepéről) lett közzétéve.

## Családi hagyaték
A Teleki család hagyatékához tartozik – többek között – a marosvásárhelyi Teleki Téka, amelyet Teleki Sámuel erdélyi kancellár adományozott a városnak, s amely negyvenezer kötetre rúg; a 16. századi Teleki-kódex, a ferences irodalom egyik becses példánya; valamint a Kolozsvárott őrzött 18. századi Teleki-énekeskönyv. Figyelemre méltó továbbá az a méreteiben sem csekély, jelentőségében pedig kifejezetten komoly adomány, amelyet (a családfa sorrendjében IV.) Teleki László édesanyja, Mészáros Johanna és gyámja Teleki József tett, amikor felajánlották a Teleki család könyvtárát az 1825-ben megalapított Magyar Tudós Társaságnak.

## Jelentősebb családtagok
- Teleki Ádám (1740–1792) – költő, műfordító, Doboka vármegyei főispán, erdélyi kormányszéki tanácsos
- Teleki Blanka (1806–1862) – a magyar nőnevelés egyik úttörője, a nők művelődési egyenjogúságának híve
- Teleki Domokos (1773–1798) – utazó, a Magyarországról szóló első útleírások szerzője
- Teleki Domokos (?–1824) – Torda vármegye főispánja
- Teleki Domokos (1810–1876) – történész, politikus, publicista, az MTA tagja
- Teleki Ferenc (1790–1863) – történész
- Teleki Géza (1843–1913) – politikus, belügyminiszter a Tisza Kálmán-kormányban, Teleki Pál apja
- Teleki Géza (1911–1983) – geográfus-geológus, politikus, az Ideiglenes Nemzeti Kormány vallás- és oktatásügyi minisztere, Teleki Pál fia
- Teleki Géza (1943–2014) – antropológus, etológus, Teleki Pál unokája
- Teleki János (1868–1937) –  Szatmár vármegyei bizottsági tag, a Petőfi-Társaság tagja, a Teleki-Társaság tagja, a Magyarországi Kárpátegyesület tagja, nagybirtokos. A koltói Teleki-kastély és uradalom utolsó tulajdonosa
- Teleki János, vitéz (1893–1946) földbirtokos, a Vitézi Rend tagja, országgyűlési képviselő, az előző János nagybirtokosnak fia
- Teleki József (1790–1855) – történetíró, Erdély kormányzója, a Magyar Tudományos Akadémia társalapítója, első elnöke és könyvtárának megalapítója
- Teleki József (1738–1796) – Ugocsa vármegye főispánja, koronaőr, műgyűjtő és író
- Teleki József (1859–1945) – Dunatetétlen birtokosa, főrend
- Teleki László (1811–1861) – magyar politikus, író, az Ellenzéki Kör elnöke
- Teleki László (1912–1962) – neves (ifjúsági) református vezető
- Teleki László (1764–1821) – Somogy vármegye főispáni helytartója
- Teleki Mihály (1634–1690) – erdélyi tanácsos, főgenerális
- Teleki Mihály (1671–1720) – katona, kővárvidéki kapitány, erdélyi szenátor
- Teleki Mihály (1896–1991) – politikus, földművelésügyi miniszter
- Teleki Pál (1879–1941) – politikus, miniszterelnök, földrajztudós, aki Jugoszlávia lerohanásakor öngyilkos lett
- Teleki Sámuel (1845–1916) – neves utazó, felfedező, Afrika-kutató, nevét a Teleki-vulkán őrzi
- Teleki Sámuel (1739–1822) – Erdély kancellárja
- Teleki Sándor (1679–1760) – Torda vármegye főispánja
- Teleki Sándor (1821–1892) – a „vad gróf”, 1848–49-es honvédezredes, a Petőfi Társaság tagja
- Teleki Béla (1896–1969), földbirtokos, politikus, Zala vármegye főispánja

## Emlékezete
- Teleki Tehetséggondozó Kollégium

## Képek

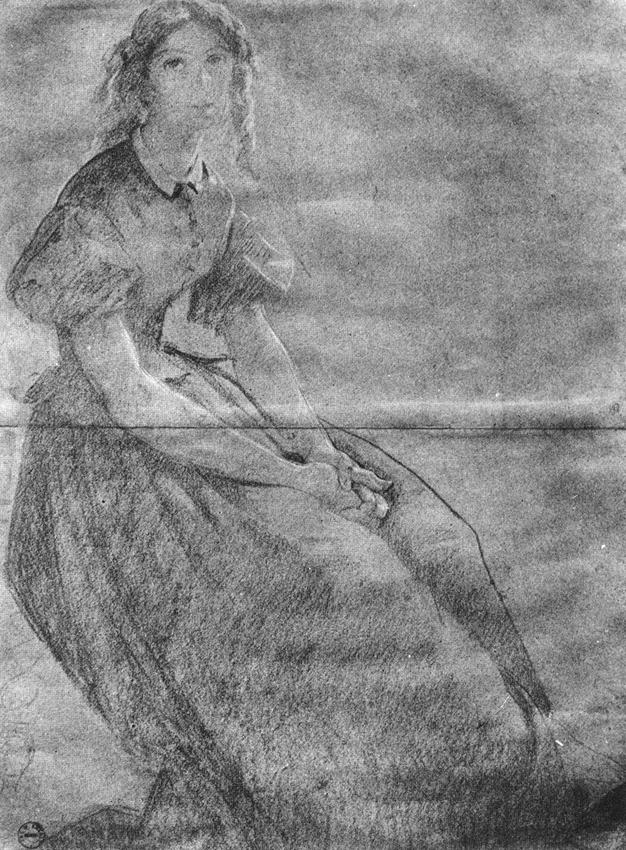
Teleki Blanka
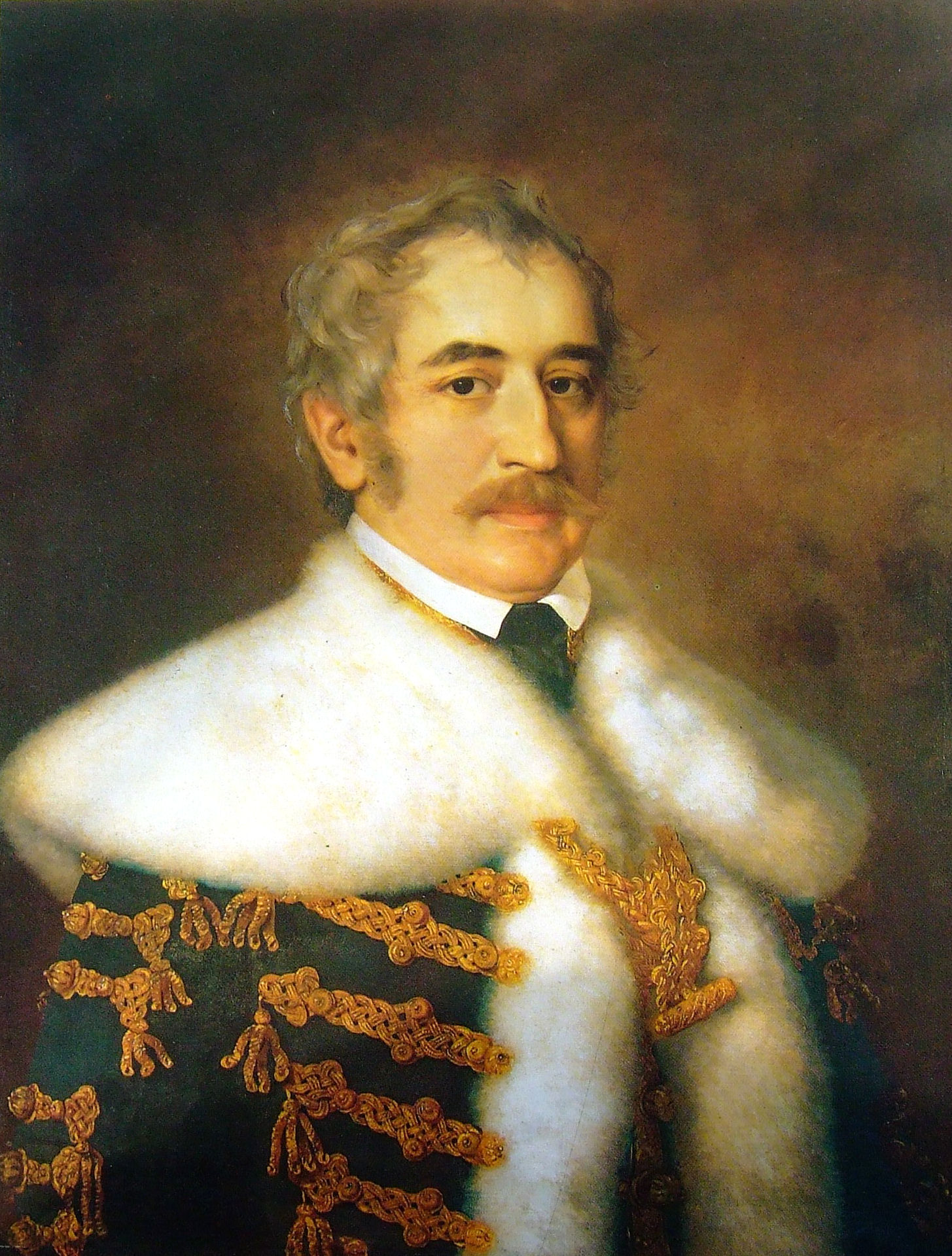
Teleki József (kormányzó)
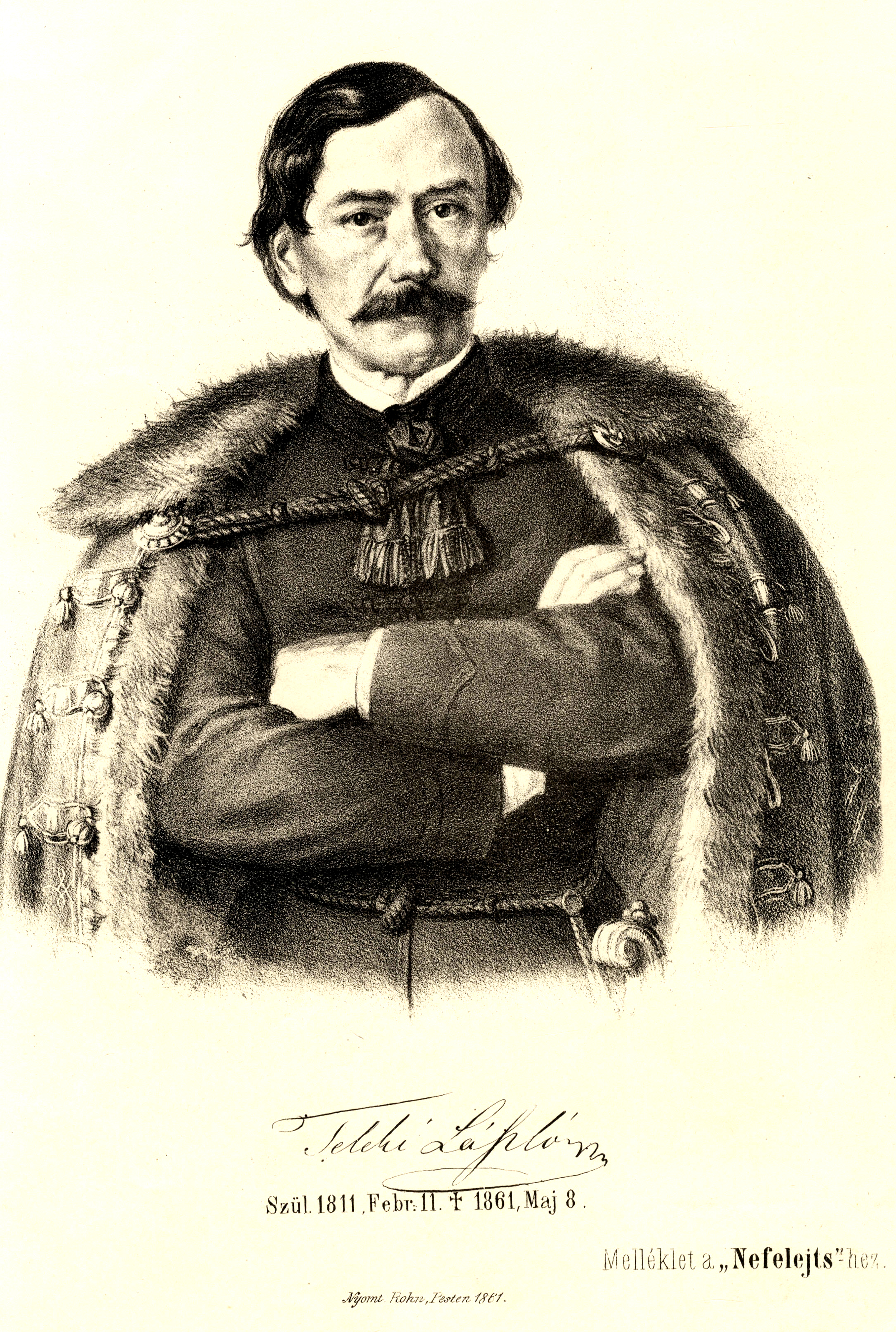
Teleki László
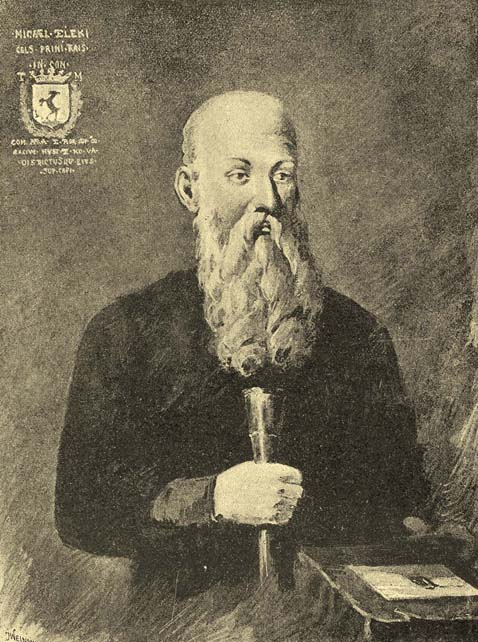
Teleki Mihály
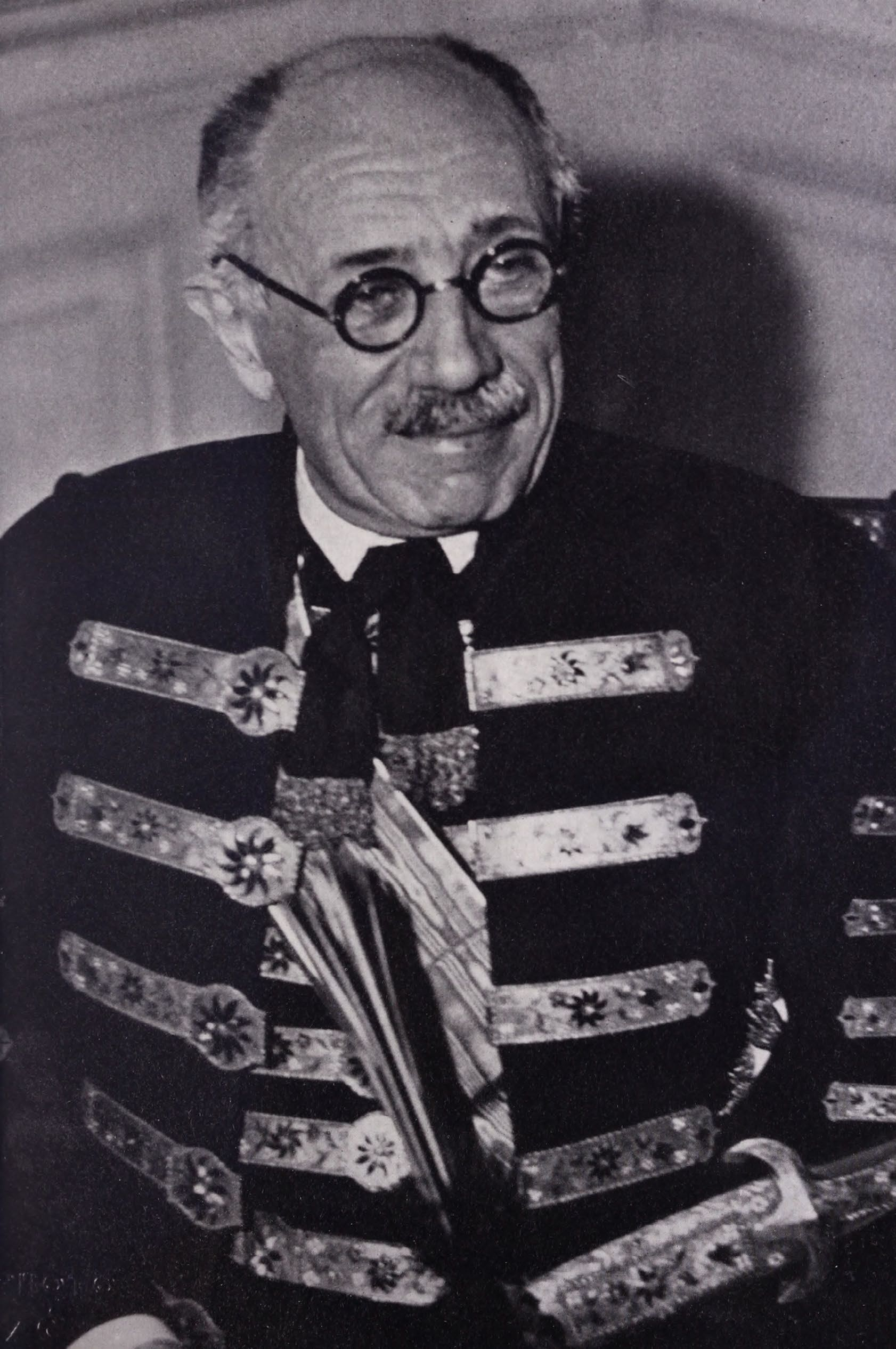
Teleki Pál
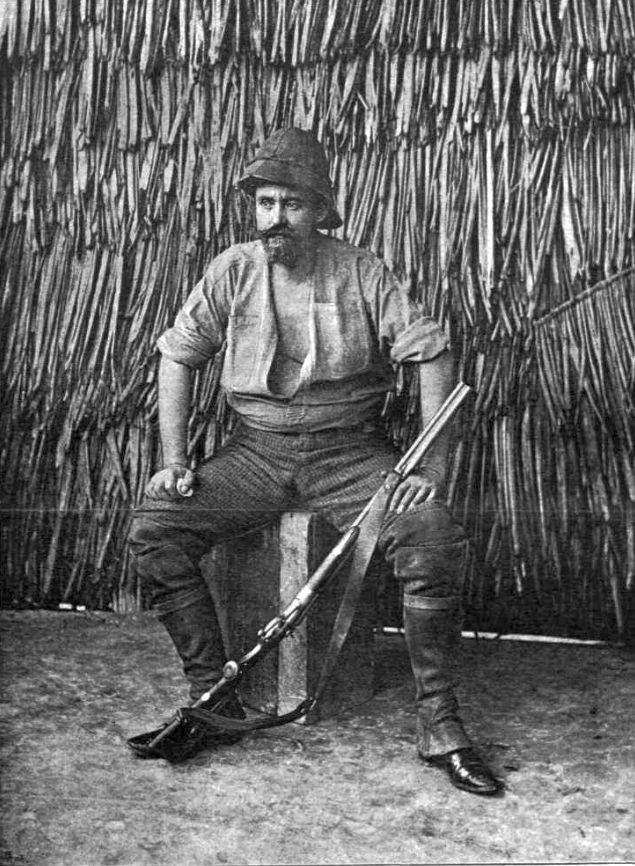
Teleki Sámuel (utazó)
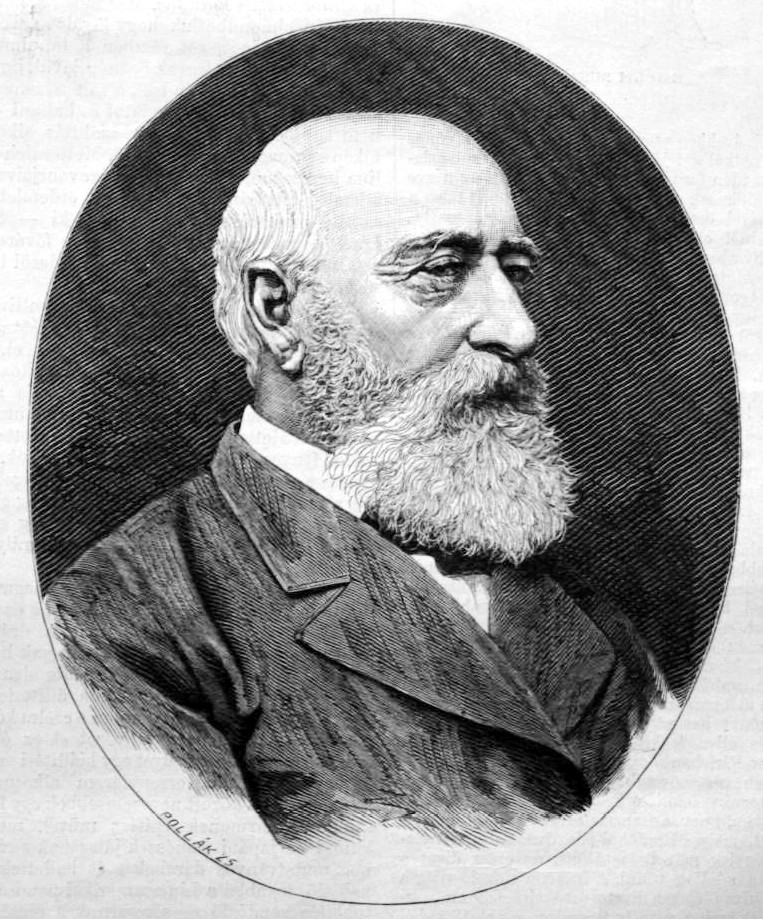
Teleki Sándor
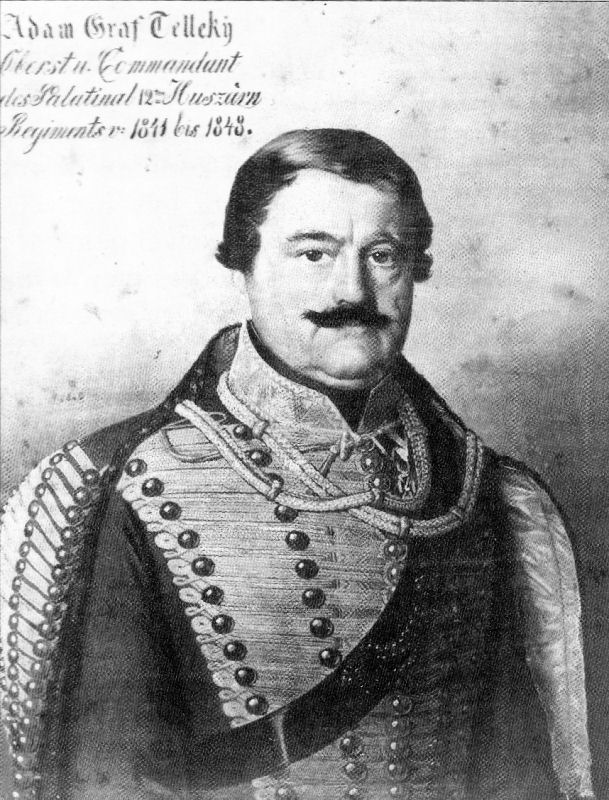
Teleki Ádám
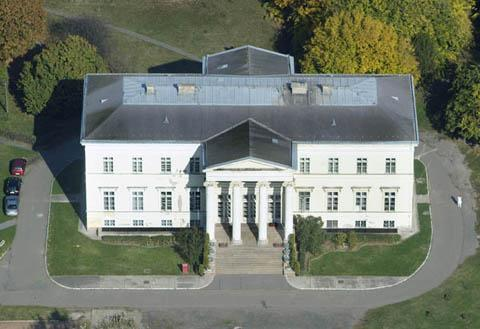
A Teleki-kastély, Gyömrő
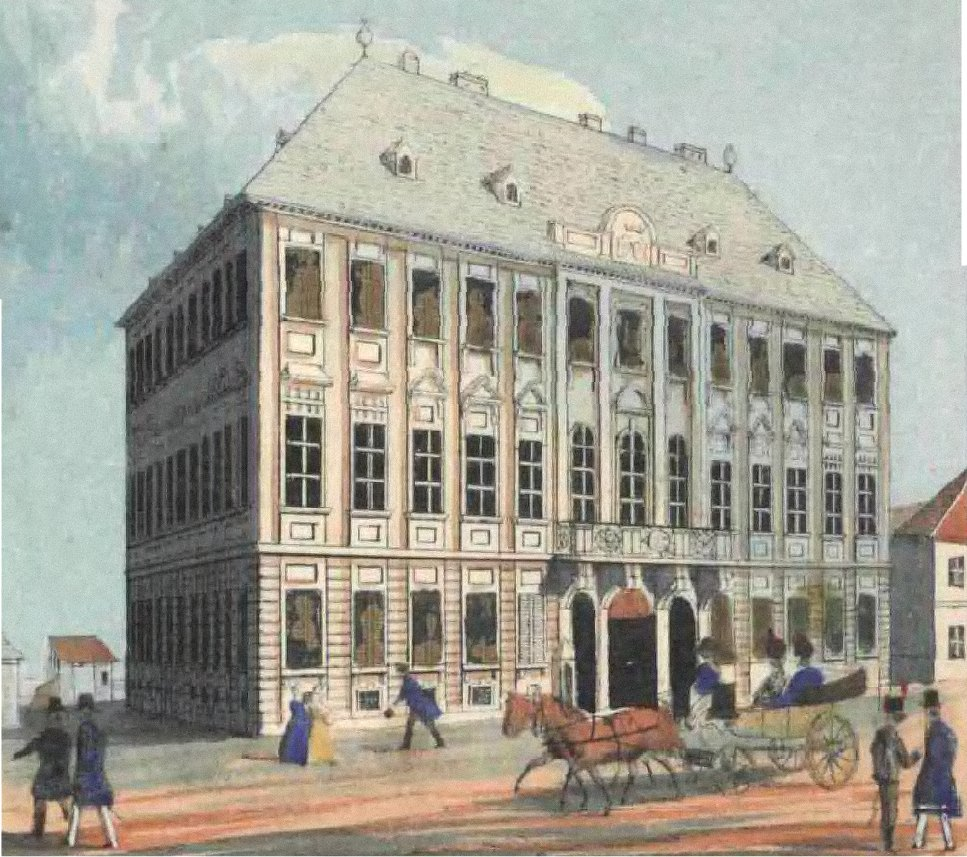
Teleki-palota, Buda (1787–1903)